# 移動介護従事者
移動介護従業者（いどうかいごじゅうぎょうしゃ、Guide Helper）は、各地の都道府県知事の行う研修を修了した者。通称、ガイドヘルパー、外出介護員と呼ばれている。2003年の支援費制度により現在の名前に変更された。2006年4月の障害者自立支援法施行に伴い「外出介護従業者」に名称が変更されたが、2006年9月30日をもって「外出介護」サービスの大部分の業務が市町村の地域生活支援事業の中の移動支援事業に移行し、その他の業務が居宅介護サービスの通院介助、通院等乗降介助、行動援護サービスに移行したため、現在は「移動支援従事者」と呼ばれることが多い。
介護職員初任者研修課程修了、訪問介護員（ホームヘルパー）2級養成研修課程修了以上の者は知的障害者の外出介助は行えるが、視覚障害、全身性障害の方の外出介助はこの資格を取得しなければ行うことはできない。
以下のような人々の補助を行う。
- 視覚障害者移動介護従業者 - 視覚障害者の外出の補助を行う。
- 全身性障害者移動介護従業者 - 全身性障害者の外出の補助を行う。
- 知的障害者移動介護従業者 - 知的障害者の外出の補助を行う。

## 養成研修
| 課程                               | 研修内容                       | 受講対象者       | 時間   |
| ---------------------------------- | ------------------------------ | ---------------- | ------ |
| 視覚障害者移動介護従業者養成課程   | 視覚障害者の移動介護について   | 訪問介護員修了者 | 20時間 |
| 全身性障害者移動介護従業者養成課程 | 全身性障害者の移動介護について | 訪問介護員修了者 | 16時間 |
| 知的障害者移動介護従業者養成課程   | 知的障害者の移動介護について   | 訪問介護員修了者 | 19時間 |

移動支援従事者の従事要件は各市町村により異なり、養成研修の受講が必要とは限らない。

## 受講資格
主に介護福祉士や訪問介護員の資格を持っていることを必要としている。しかし地域によっては不問のところ、また2級以上の訪問介護員資格者を知的障害者介護従事者と自動的に認めるところもある。各地域の担当部署に問い合わせの事。

## 研修
各地によって違う。訪問介護員資格者に対してはホームヘルプ関連科目を免除する地域がほとんど。

### 研修科目
視覚障害者
- 講義

1. ホームヘルプサービスに関する知識
2. ガイドヘルパーの制度と業務
3. 障害者（児）福祉の制度とサービス
4. 障害・疾病等の理解
5. 障害者（児）の心理
6. 移動介護の基礎知識

- 演習

1. 移動介護の基本技術
2. 屋内の移動介護
3. 屋外の移動介護
4. 応用技術

全身性障害者
- 講義

1. ホームヘルプサービスに関する知識
2. ガイドヘルパーの制度と業務
3. 障害者（児）福祉の制度とサービス
4. 障害・疾病等の理解
5. 障害者（児）の心理
6. 重度脳性まひ者等全身性障害者を介護する上での基礎知識
7. 移動介護にあたっての一般的注意

- 演習

1. 移動介助の方法
2. 生活行為の介護

知的障害者
- 講義

1. ホームヘルプサービスに関する知識
2. ガイドヘルパーの制度と業務
3. 障害者（児）福祉の制度とサービス
4. 障害・疾病等の理解
5. 障害者（児）の心理
6. 移動介護の基礎知識

- 演習

1. 移動介護の基本技術

## 各市町村の実施状況

### 大阪市
サービスの対象者
　（１）社会生活上必要不可欠な外出及び余暇活動等社会参加のための外出支援
　　　1　重度の盲ろう者(児)
　　　2　知的障がい者(児)
　　　3　精神障がい者(児)
　　　4　施設入所している全身性障がい者
　　　5　重度の全身性障がい者(児)
　（２）大学修学支援
　　大阪市内在住の在宅の重度の障がいのある方で、大学等の修学における外出の支援を必要とする次に示す者。　
　　  １　重度の障がい者（児）
　　　　（現在重度訪問介護を利用している者、または重度訪問介護の利用対象者。）
　　　★詳しくはリンク参照の事　
サービスの内容
　（１）社会生活上必要不可欠な外出及び余暇活動等社会参加のための外出
　　　　※禁止事項あり
　（２）大学修学支援
　　　　※禁止事項あり
サービスの時間数（支給量）
　　　・障がい者・・・・・・・・・・・・・・・・・・・    月51時間以内
　　　・障がい児（小学校５年生～18歳未満）・・・・・・　月24時間以内
　　　・障がい児（小学校４年生まで※就学前児は除く）・    月12時間以内
　　　・障がい児　夏休み等長期休暇の期間・・・・・・・　 月30時間以内
　　　　　　　　　７月、８月、12月、１月、３月、４月が該当する。ただし申請に基づく支給決定とされる。
　　　　　　　　　行動援護との併給を実施しているが、双方合わせて上記時間以内となる。
サービス単価（単位数）
　　　・設定された単位数に10円を乗じて得た額とする。
　　　　１　所要時間30分あたり・・・　　94単位　→　  940円
　　　　２　所要時間1時間あたり・・・　188単位　→　1880円
　　　　３　上がる見込みは無い
サービス負担額
　　　　１　市町村民税課税者等・・・　３００0円/月
　　　　２　市町村民税課税者等・・・　  　　０円/月
　　　　★詳しくはリンク参照の事
サービス従事資格
　　　　身体、知的、精神とも移動支援従事者養成研修（３日間）を受講し修了で従事できる。他市町村で見られる介護初任者養成研修が無くても従事できる。
サービス上の制約
　　　　１　ネガティブリスト
　　　　　・飲酒行為を伴う外出
　　　　　・社会通念上不適当な外出
　　　　　・政治活動、宗教活動、犯罪、通勤、通学
　　　　２　ポジティブリスト・・・・上記以外
　　　　　・カラオケに行く
　　　　　・一緒に食事をする
　　　　　・一緒にプールに入る
　　　　　・一緒にスーパー銭湯に行く
　　　　　・自宅以外での開始及び終了
　　　　　・USJの中だけの支援
　　　　　・一緒に旅行に行く
　　　　　・通院後からの支援
　　　　　・自転車での外出　※何かあったら事業所と利用者で解決してね。の条件付き

### 東大阪市
サービスの対象者
　（１）社会生活上必要不可欠な外出及び余暇活動等社会参加のための外出支援。市内在住の下記該当者
　　　1　重度の盲ろう者(児)
　　　2　知的障がい者(児)
　　　3　精神障がい者(児)
　　　4　施設入所している全身性障がい者
　　　5　重度の全身性障がい者(児)　　　６　難病等患者
サービスの内容
　（１）社会生活上必要不可欠な外出及び余暇活動等社会参加のための外出
　　　　※禁止事項あり
　（２）2人派遣
　　　・　利用者の身体的理由により1人の移動支援従事者による移動支援が困難な場合
　　　・　著しい自傷・他傷行為、著しい迷惑行為、器物破損行為等が認められる場合
　　　・　その他利用者の状況等から判断して、前２号に準ずると認められる場合
サービスの区分
　（１）　個別支援型
　　　障害者・児の外出における個別への移動支援
　　　※始点又は終点のいずれかは利用者の居宅でなければならない。
　（２）　グループ支援型　二人の障害者・児等からなるグループの外出における移動支援
サービス上の制約
　　　　１　ネガティブリスト
　　　　　・保健医療機関等への受診（入退院時及び見舞いは可）
　　　　　・社会通念上不適当な外出
　　　　　・移動支援を提供する法人が主催する活動への参加のための外出
　　　　　・政治活動、宗教活動、犯罪、通勤、通学、営業活動
　　　　２　ポジティブリスト・・・・上記以外
　　　　　・カラオケに行く
　　　　　・一緒に食事をする
　　　　　・一緒にプールに入る
　　　　　・一緒にスーパー銭湯に行く

## 業界団体
- 知的ガイドヘルパー研究会【ガイヘル研】 - 2016年より大阪市内を中心に定期的に勉強会などを開催している。